# Brenda Novak
Brenda Novak (* 1964 in Vernal (Utah)) ist eine US-amerikanische Schriftstellerin. Sie schreibt historische Liebesromane, romantische Spannungsromane und Mysteryromane.

## Leben
Brenda Novaks Vater arbeitete 30 Jahre für die Regierung im Bureau of Reclamation. Bei ihrer Mutter wurde Multiple Sklerose diagnostiziert als Brenda 8 Jahre alt war. Als Brenda 10 Jahre alt war, ging ihr Vater in den Ruhestand und die Familie zog nach Arizona. Obwohl ihre Mutter während Brendas Kindheit oft krank war, blieb sie aktives Mitglied im Stadtrat von Chandler.
Durch ihre Leistungen in Mathematik und Naturwissenschaften bekam sie ein akademisches Stipendium. Sie studierte nur zwei Jahre an der Brigham Young University (BYU) in Provo (Utah) und verzichtete so auf ihr Stipendium. Ohne Abschluss verließ sie 1984 die Universität, heiratete Ted Novak und zog mit ihm nach Kalifornien.
Mit 29 Jahren entdeckte sie das Schreiben für sich. Sie arbeitete als Kreditsachbearbeiterin für eine Hypothekenbank. Während sie arbeitete, wurden ihre Kinder von den Tagesbetreuern mit Hustenmedikamenten und Paracetamol zum Schlafen gebracht. Eines Tages fand sie die Medikamente im Babyfäschchen und entließ die Betreuer. Sie konnte keinem Betreuer mehr vertrauen und gab ihre Arbeit auf, um sich um ihre Kinder zu kümmern. Da das Geschäft ihres Mannes nicht gut lief, beschloss sie zur finanziellen Unterstützung der Familie ein Buch zu schreiben. Denn Bücher schreiben, kann man zu Hause.
1999 wurde ihr erstes Buch Of Noble Birth veröffentlicht, ein historischer Liebesroman. Mit ihren Büchern gewann sie einige Preise und war auf verschiedenen Bestsellerlisten.
Sie und ihr Mann haben fünf Kinder und leben in Sacramento. Sie engagiert sich für die Diabetesforschung, da ihr jüngster Sohn Thad daran leidet.

## Werke

### Einzelwerke
- Of Noble Birth. HarperPaperbacks, 1999, ISBN 0-06-109859-0 (engl.)
- Snow Baby. Harlequin, 2000, ISBN 0-373-70939-0 (engl.)
- Baby Business. Harlequin, 2000, ISBN 0-373-70955-2 (engl.)
- Expectations. Harlequin, 2000, ISBN 0-373-70899-8 (engl.)
- Dear Maggie. Harlequin, 2001, ISBN 0-373-70987-0 (engl.)
- We saw Mommy kissing Santa Claus. Harlequin, 2001, ISBN 0-373-71021-6 (engl.)
- Shooting the Moon. Harlequin, 2002, ISBN 0-373-71058-5 (engl.)
- A Baby of her own. Harlequin, 2002, ISBN 0-373-71083-6 (engl.)
- Sanctuary. Harlequin, 2003, ISBN 0-373-71158-1 (engl.)
- A Husband of her own. Harlequin, 2003, ISBN 0-373-71021-6 (engl.)
- Taking the Heat. Harlequin, 2003, ISBN 0-373-83570-1 (engl.)
- A Family of her own. Harlequin, 2004, ISBN 0-373-71195-6 (engl.)
- A Home of her own. Harlequin, 2004, ISBN 0-373-71242-1 (engl.)
- Cold Feet. Harlequin, 2004, ISBN 0-373-83600-7 (engl.)
- Big Girls don't cry. Harlequin, 2005, ISBN 0-373-71296-0 (engl.)
- Stranger in Town. Harlequin, 2005, ISBN 0-373-71278-2 (engl.)
- Flieh, solange du kannst!. Cora Verlag, 2008, ISBN 978-3-89941-429-5

(engl. Original: Every waking Moment. Harlequin, 2005, ISBN 0-373-77045-6), übersetzt von Stella Oblong
- The other Woman. Harlequin, 2006, ISBN 0-373-71344-4 (engl.)
- Coulda been a Cowboy. Harlequin, 2007, ISBN 978-0-373-71422-3 (engl.)
- The Bastard. auch erschienen als Honor Bound. Brenda Novak Inc., 2011, ISBN 978-0-615-56641-2 (engl.)
- Through the Smoke. AmazonEncore, 2013, ISBN 978-1-477-80876-4 (engl.)

### Anthologien
- What a Girl wants. In: Mother, please!. Harlequin, 2004, ISBN 0-373-83605-8 (engl.)
- Small Packages. In: More than Words. Harlequin, 2004, ISBN 0-373-83619-8 (engl.)
- Just like the ones we used to know. In: Once upon a Christmas. Harlequin, 2006, ISBN 0-373-71380-0 (engl.)
- On a snowy Christmas. In: The Night before Christmas. Harlequin, 2009, ISBN 978-0-373-83736-6 (engl.)
- Dundee Christmas. In: That Christmas Feeling. Harlequin, 2010, ISBN 978-0-373-71668-5 (engl.)

### Stillwater - Trilogie
- Totgeschwiegen. Cora Verlag, 2009, ISBN 978-3-89941-564-3

(engl. Original: Dead Silence. Mira Books, 2006, ISBN 0-7783-2328-5), übersetzt von Stella Oblong
- Totgeglaubt. Cora Verlag, 2009, ISBN 978-3-89941-587-2

(engl. Original: Dead giveaway. Mira Books, 2007, ISBN 978-0-7783-2479-9), übersetzt von Regina Hohmann
- Totgesagt. Cora Verlag, 2009, ISBN 978-3-89941-588-9

(engl. Original: Dead Right. Mira Books, 2007, ISBN 978-0-7783-2439-3), übersetzt von Regina Hohmann

### The Last Stand - Reihe
- Trust me - Blutiges Grauen. Cora Verlag, 2010, ISBN 978-3-89941-784-5

(engl. Original: Trust me. Mira Books, 2008, ISBN 978-0-7783-2412-6), übersetzt von Constanze Suhr
- Stop me - Blutige Botschaft. Cora Verlag, 2011, ISBN 978-3-89941-828-6

(engl. Original: Stop me. Mira Books, 2008, ISBN 978-0-7783-2460-7), übersetzt von Maria Poets
- Watch me - Blutige Spur. Cora Verlag, 2011, ISBN 978-3-89941-829-3

(engl. Original: Watch me. Mira Books, 2008, ISBN 978-0-7783-2526-0), übersetzt von Maria Poets
- The perfect Couple. Mira Books, 2009, ISBN 978-0-7783-2667-0 (engl.)
- The perfect Liar. Mira Books, 2009, ISBN 978-0-7783-2724-0 (engl.)
- The perfect Murder. Mira Books, 2009, ISBN 978-0-7783-2725-7 (engl.)

### Hired Guns - Trilogie
- White Heat. Mira, 2010, ISBN 978-0-7783-2795-0 (engl.)
- Killer Heat. Mira, 2010, ISBN 978-0-7783-2831-5 (engl.)
- Body Heat. Mira, 2010, ISBN 978-0-7783-2803-2 (engl.)

### Bulletproof - Trilogie
- In close. Mira, 2011, ISBN 978-0-7783-1266-6 (engl.)
- In Seconds. Mira, 2011, ISBN 978-0-7783-1244-4 (engl.)
- Inside. Mira, 2011, ISBN 978-0-7783-2993-0 (engl.)

### Whiskey Creek - Reihe
- When lightning strikes. Harlequin, 2012, ISBN 978-0-7783-1351-9 (engl.)
- When Snow falls. Harlequin, 2012, ISBN 978-0-7783-1371-7 (engl.)
- When Summer comes. Harlequin, 2013, ISBN 978-0-7783-1423-3 (engl.)
- Home to Whiskey Creek. Harlequin, 2013, ISBN 978-0-7783-1545-2 (engl.)
- Take me Home for Christmas. Harlequin, 2013, ISBN 978-0-7783-1546-9 (engl.)